# Rozprechtice
Rozprechtice (něm. Rosspresse) jsou zbytkem malé obce v lesích na území města Dubé v okrese Česká Lípa. Leží u silnice II/259 z Dubé do Mšena na křižovatce turistických tras v Chráněné krajinné oblasti Kokořínsko – Máchův kraj.

## Popis vesnice
Nachází se zde Šibeniční mlýn, pila, rybníček. Dříve ves bývala součástí Švihova[ujasnit], zaniklých Heřmánek či obce Dražejov. Protéká zde potok Liběchovka, poblíž se nalézají odbočky k Sviňskému a Pramennému dolu a také dva řopíky. Osada je vedena Českou poštou jako ulice Rozprechtice se směrovacím číslem PSČ 47141, patřící pod Dubou.

## Doprava

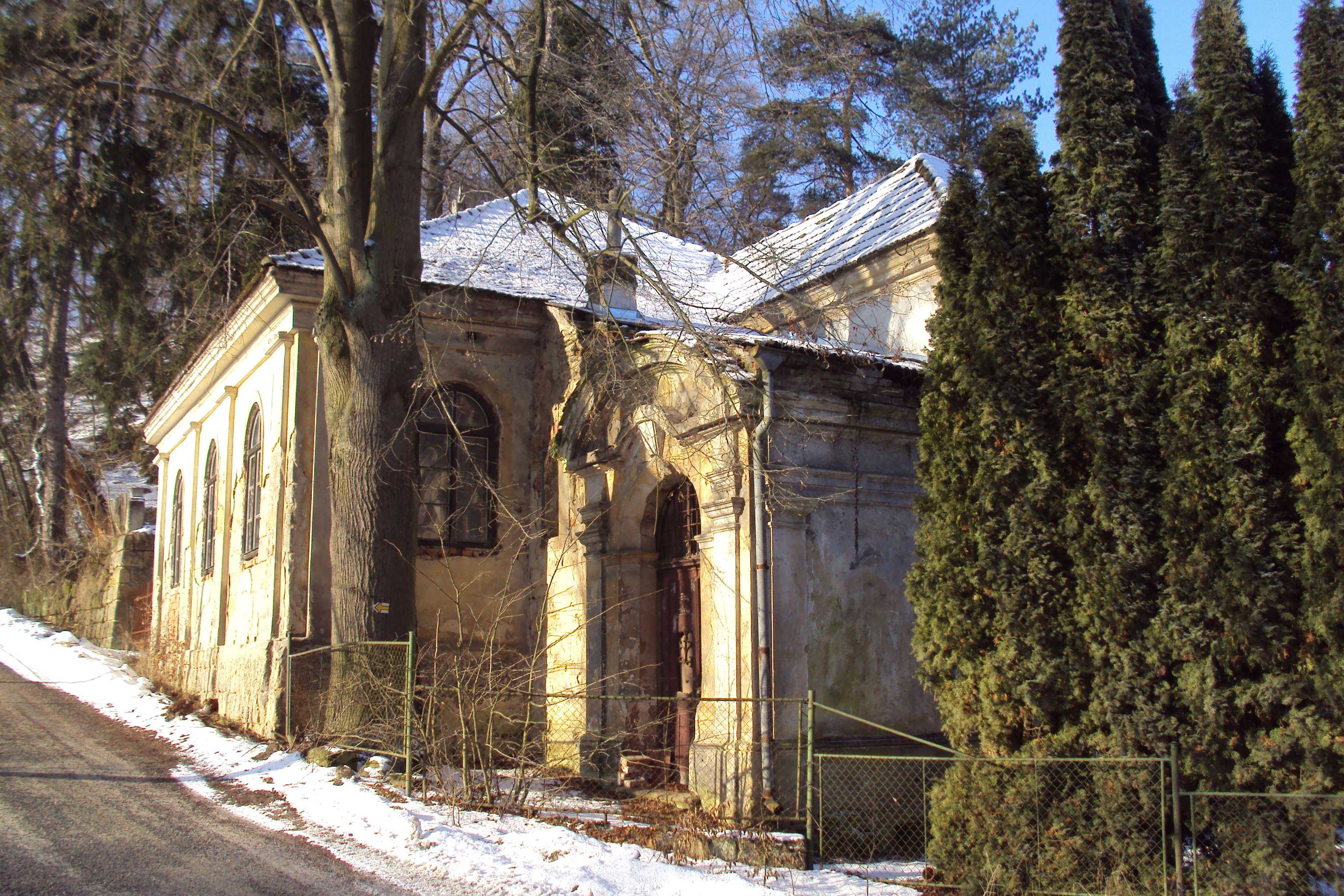
Rozprechtice na odbočce k Pramennému dolu

Z Dubé přes bývalou obec vede silnice II/259, odtud vede na jihovýchod do středu Kokořínska. Jednou denně tudy projíždí linkový autobus ČSAD Česká Lípa 500340. Ve vesnici má dvě zastávky – Dubá, Rozprechtice háj., a Dubá, Rozprechtice křiž.
Prochází tudy žlutě značená turistická cesta z Dubé na Nedvězí, trasa vede Pramenným dolem a územím přírodní rezervace Mokřady horní Liběchovky. V Pramenném dole, který se nachází na katastru vsi Dražejov, jsou zachovalé zděné jímky místních pramenů.
Druhá z turistických tras je zelená od Nových Osinalic, která pokračuje z Rozprechtic na východ do Panské Vsi.

## Rozprechtický rybník

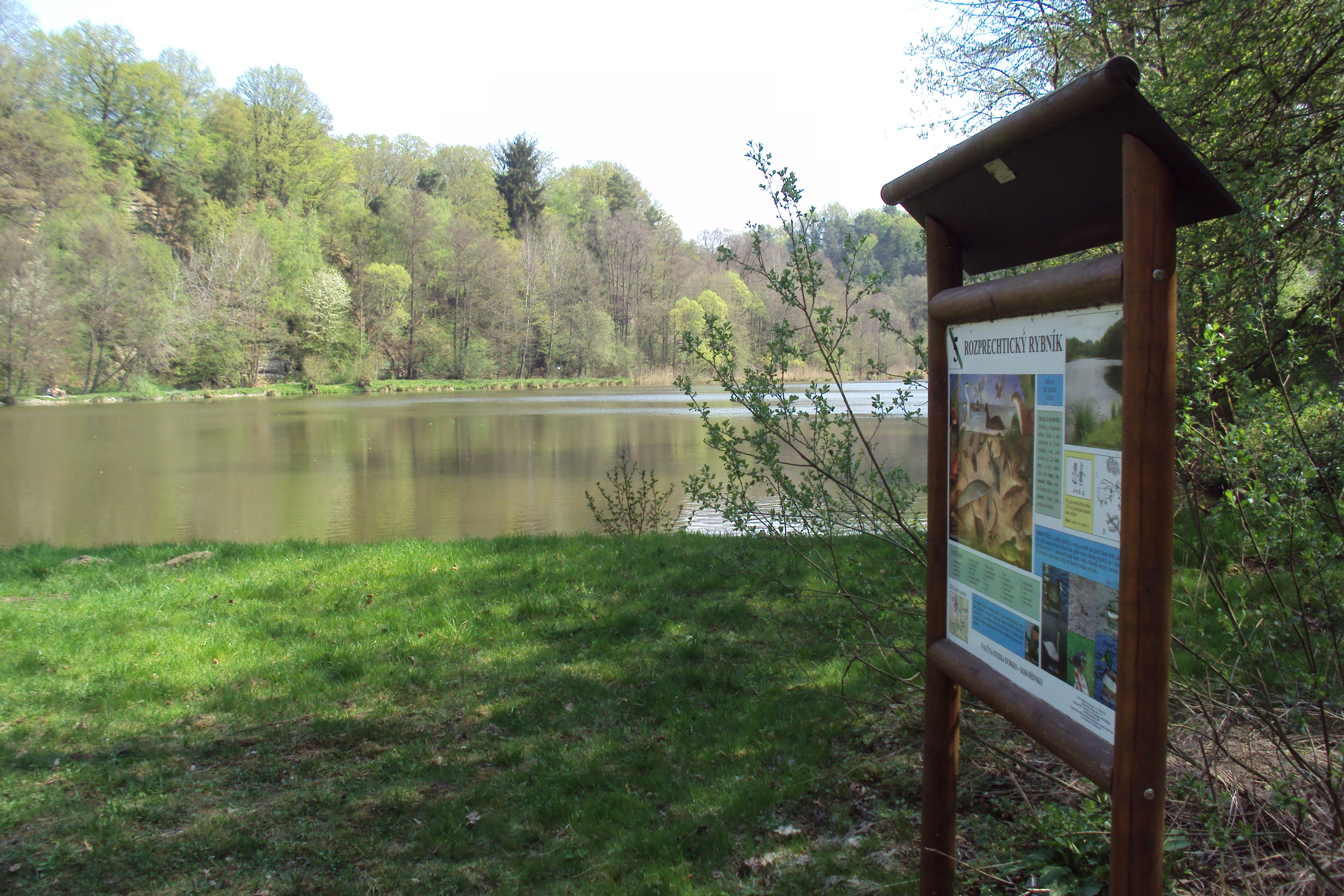
Rozprechtický rybník

Zhruba 100 m od silnice 259 se rozkládá velký Rozprechtický rybník, který rybáři označují cedulí na břehu jako mimopstruhovou vodu. Na břehu rybníka je páté zastavení Naučné stezky Dubsko – Kokořínsko, což je okružní stezka začínající v Dubé.